# 1709
1709 је била проста година.

## Догађаји

### Јул
- 8. јул — Руска војска под командом цара Петра Великог победила је у бици код Полтаве трупе шведског краља Карла XII, што је означило крај шведске војне моћи.

### Септембар
- 11. септембар — Англо-холандско-аустријске трупе под командом војводе од Марлбороа и принца Еугена Савојског оствариле Пирову победу против Француза у бици код Малплака, великој бици у Рату за шпанско наслеђе и најкрвавијој бици 18. века.

## Смрти

### Јануар
- 24. јануар — Џорџ Рук, енглески поморски командант.

### Децембар
- Википедија:Непознат датум — Мајндерт Хобема, холандски сликар.